# Polysphaeria maxima
Polysphaeria maxima là một loài thực vật có hoa trong họ Thiến thảo. Loài này được (Baill.) Cavaco miêu tả khoa học đầu tiên năm 1968.